# Frank Gardner
Frank Gardner, né le 1er octobre 1931 à Sydney (Nouvelle-Galles du Sud) et mort le 29 août 2009 à Mermaid Waters (Queensland), à 77 ans, est un pilote automobile australien de voitures de tourisme et de sport qui a remporté trois fois le championnat britannique de voitures de tourisme (sous l'appellation de SaloonCars), en 1967, 1968 et 1973 (2e en 1970, 3e en 1969). Il obtient le titre australien de tourisme en 1977 pour une ultime saison (avec une Chevrolet Corvair Corsa), après avoir été vice-champion en 1976.

## Biographie

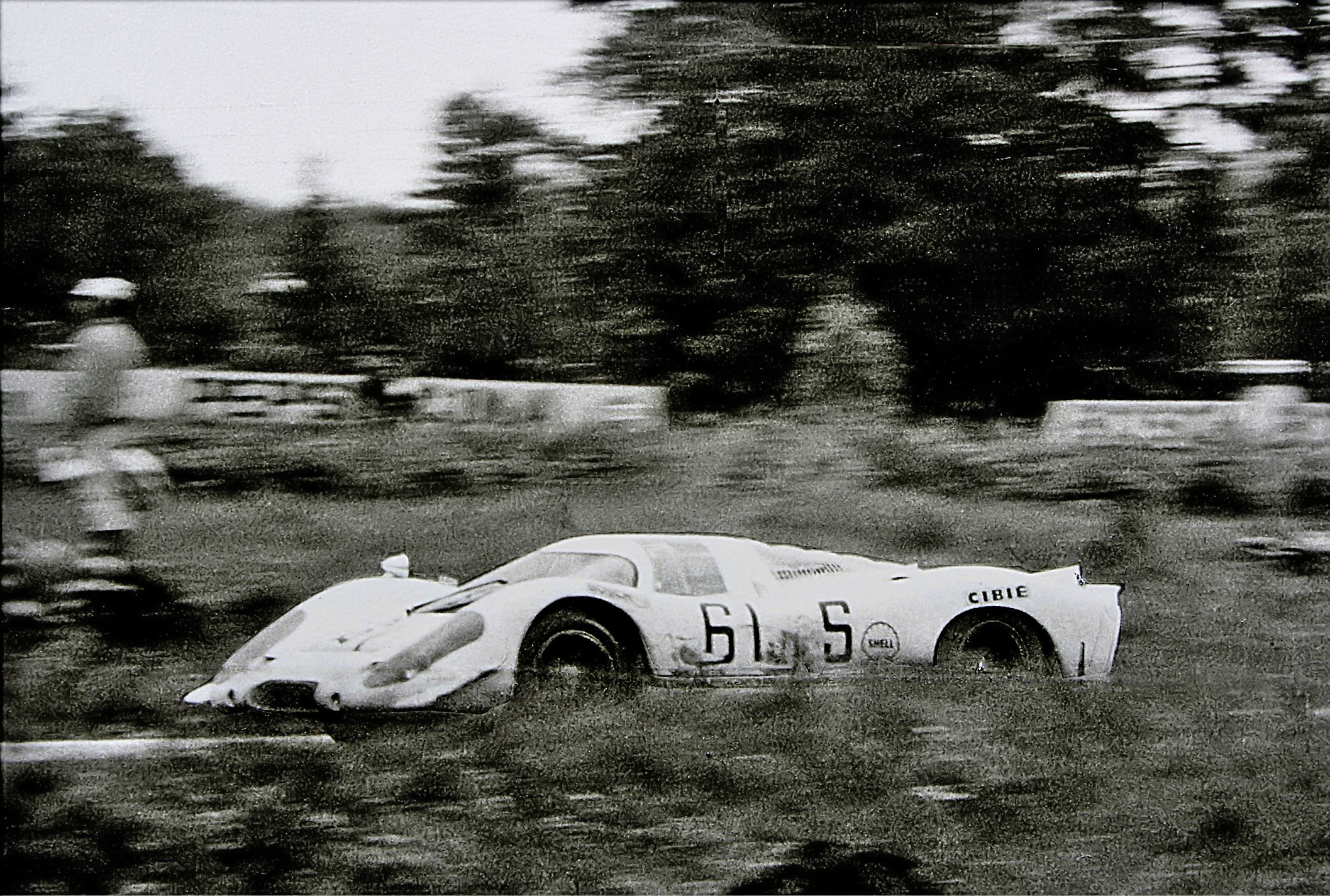
Gardner lors des 1 000 kilomètres du Nürburgring en 1969, sur Porsche 917 (8e avec David Piper).

Sa carrière s'étale en Europe et aux États-Unis tout au long des années 1960, puis jusqu'au milieu des années 1970.
En 1963 il gagne le Guards Trophy de Brands Hatch avec une Brabham BT5, puis en 1964 deux courses lors du British National Silverstone Race Meeting sur AC Cobra. En 1967, il s'impose aux 200 miles du Norisring avec une Lola T70, qui deviendra la voiture de ses meilleurs exploits.
S'ensuivent deux saisons fastes. En 1968 il est le lauréat de deux épreuves du Championnat d'Europe FIA des voitures de tourisme (à Aspern et à Zolder, avec des modèles Ford), puis il obtient les Guards Trophy de Mallory Park, et de Brands Hatch pour la seconde fois, en empochant au passage la Birthday Cup de Croft, ces trois dernières épreuves avec la Lola T70 Mk.3 GT à moteur Chevrolet. Pour 1969, le succès est encore au rendez-vous à la Gold Cup d'Oulton Park, au Prix du Tyrol, puis aux 3 Heures du Cap et à celles de Lourenço Marques, toujours grâce à sa T70.
En 1971, une Ford Mustang lui permet de gagner en DARM à Hockenheim, et il devient en fin de saison le Champion britannique de Formule 5000, avec des Lola T192 et T300.
Il a encore été deuxième des Tasman Series en 1967, et troisième du Championnat d'Europe des voitures de tourisme en 1968 en Division 2.
Ses meilleurs résultats en Formule 1, pour neuf participations entre 1964 et 1968, ont été une huitième place au Grand Prix de Grande-Bretagne 1965, ainsi qu'une onzième au Grand Prix des Pays-Bas 1965 et une douzième au Grand Prix d'Afrique du Sud 1965 (le tout sur Brabham BT11-BRM). 
Il participa en outre aux 24 Heures du Mans à cinq reprises entre 1962 et 1969, avec une huitième place dès sa première apparition, avec l'anglais David Hobbs sur Lotus Elite-Climax Mk XIV officielle.

## Résultats aux 24 heures du Mans
| Année | Équipe                   | Voiture     | Équipiers        | Résultat |
| ----- | ------------------------ | ----------- | ---------------- | -------- |
| 1962  | Team Lotus Engineering   | Lotus Elite | David Hobbs      | 8e       |
| 1963  | Team Elite               | Lotus Elite | John O. Coundley | Abandon  |
| 1966  | Alan Mann Racing Ltd     | Ford MkII   | John Whitmore    | Abandon  |
| 1967  | Holman and Moody         | Ford MkII B | Roger McCluskey  | Abandon  |
| 1969  | Alan Mann Racing Limited | Ford GT40   | Malcolm Guthrie  | Abandon  |